# دانغ كان لام
دانغ كان لام (بالفيتنامية: Đặng Khánh Lâm)‏ هو لاعب كرة قدم فيتنامي في مركز الوسط، ولد في 23 يناير 1984 في محافظة هاي ديونغ في فيتنام. شارك مع منتخب فيتنام لكرة القدم. أما مع النوادي، فقد لعب مع نادي سوان تان سايغون ونادي نافيبانك سايغون.

## وصلات خارجية
- دانغ كان لام على موقع قاعدة بيانات كرة القدم.إي يو (الإنجليزية)
- دانغ كان لام على موقع Soccerway.com (الإنجليزية)